# Cortes del Reino de Aragón

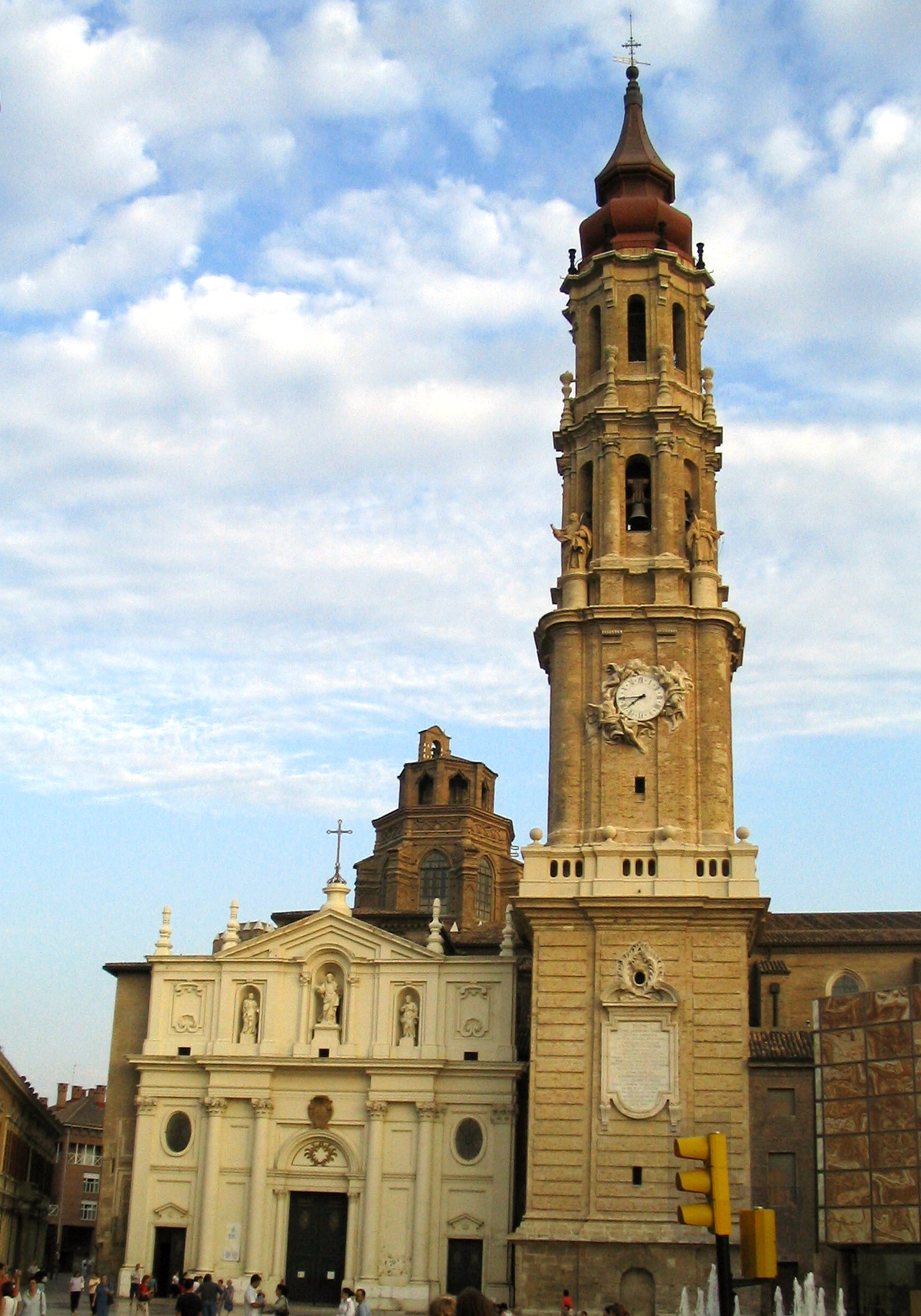
La Seo de Zaragoza, donde se celebraron varias sesiones plenarias de las Cortes particulares de Aragón.

La Corte general o Cortes Generales del Reino de Aragón durante la Edad Media y el Antiguo Régimen era la representación estamental del reino de Aragón, y ejercían un importante papel en la vida de la política ante el rey de Aragón. 

## Funciones y composición
Las primeras Cortes de Aragón documentadas son las celebradas en 1164 en la villa de Borja. Se sustentaban en una concepción pactista de las relaciones entre rey y reino, que se pretendía justificar con los míticos Fueros de Sobrarbe (Jerónimo de Blancas, Juan Francisco de Uztarroz).

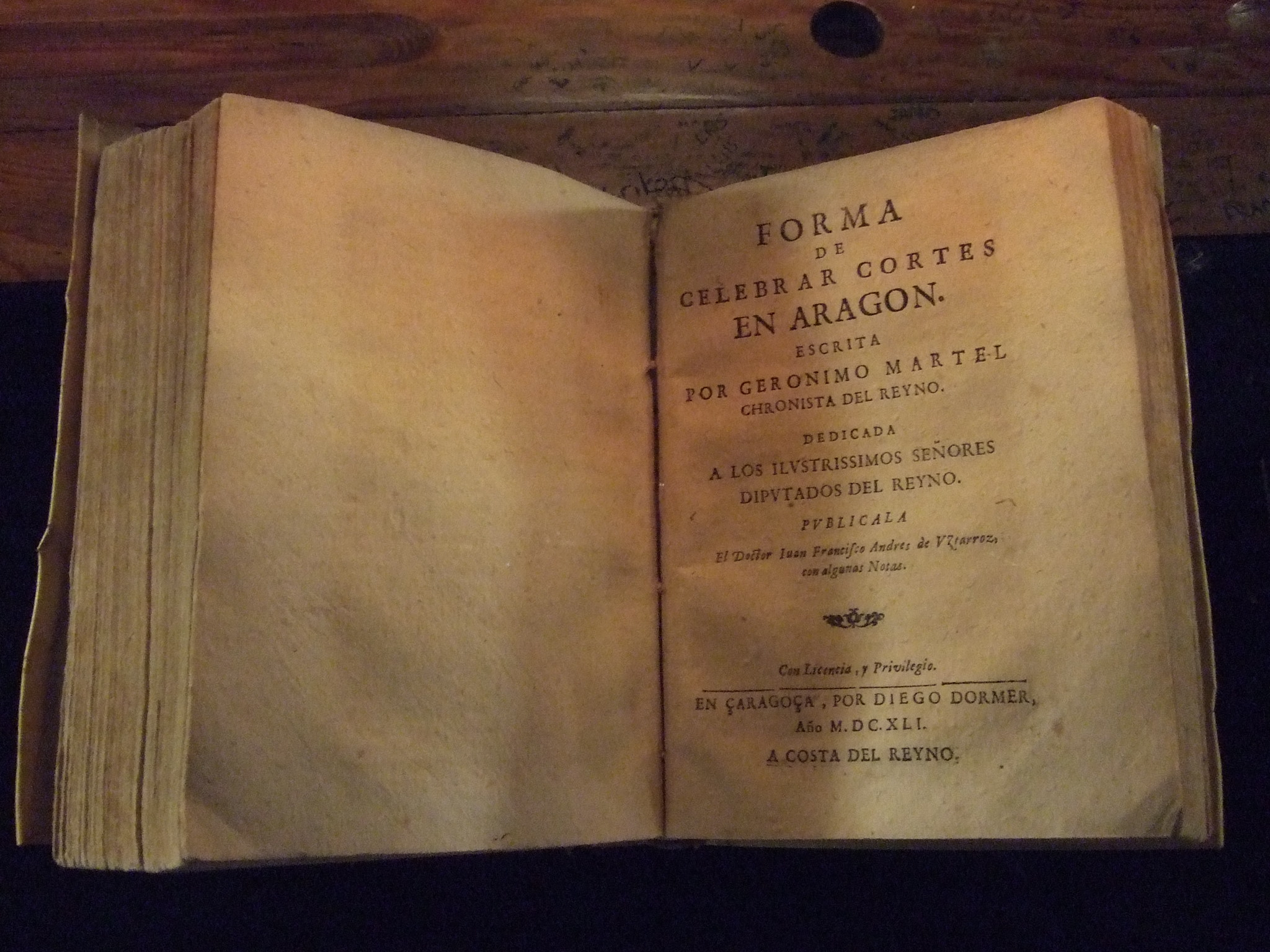
Jerónimo Martel, Forma de celebrar Cortes en Aragón, Zaragoza, Diego Dormer, 1641.

Se componían no por tres brazos (como era usual, uno por cada estamento), sino por cuatro: barones y ricoshombres (alta nobleza), caballeros e  infanzones (baja nobleza), universidades o concejos (villas o ciudades de realengo) y el clero (que no se convoca hasta 1301). Cada brazo se reunía por separado y redactaba sus greuges (quejas) tras escuchar el discurso de intenciones del rey y la respuesta de bienvenida de uno de los obispos. Los representantes habían de ser regnícolas (algún foráneo fue admitido por ser heredado en el reino, como Guillem de Montcada) y varones (desde 1387, las mujeres podían ser representadas por un varón). Además de atender los posibles agravios o greuges, las Cortes tenían la función primordial de obtener recursos para la monarquía; en principio para financiar las guerras, pero con el tiempo, también para otros gastos extraordinarios, como coronaciones o matrimonios regios. Asimismo, podrán ser tratados los agravios hechos a la propia realeza. Por último, tenían capacidad para legislar, si bien esta competencia la podía ejercer el rey siempre al margen de la convocatoria de Cortes, y habitualmente sirvieron para tratar de resolver conflictos de legislaciones (o fueros) y privilegios.
La figura predominante en las Cortes era el Justicia de Aragón (instituido en la asamblea de Ejea de los Caballeros de 1265), que se sentaba en medio, en las gradas del solio real; prelación protocolaria que se protestaba por catalanes y valencianos cuando las cortes se reunían conjuntamente. Una de las funciones del Justicia era constatar las ausencias, que si se prolongaban más allá del plazo legal o no se justificaban (por alguna dificultad, como la crecida de los ríos o la inseguridad de las bandosidades) producían la declaración de contumacia, pero su principal ocupación inicialmente fue juzgar las diferencias surgidas entre el rey y los estamentos, y con el tiempo llegó a obtener capacidades de armar tropas para la defensa del Reino y los fueros.
La Diputación del General del Reino de Aragón o Generalidad de Aragón ejercía como institución permanente entre las convocatorias de Cortes, de modo similar a las Generalidades de los otros territorios de la Corona de Aragón.

## Historia
Existen dos corrientes historiográficas en torno al arranque de la institución de las Cortes propiamente dichas. José María Lacarra, Jesús Lalinde Abadía o Antonio Ubieto Arteta consideran Cortes a las asambleas reunidas en el siglo XII e incluso en fechas anteriores, mientras que Luis González Antón o Esteban Sarasa Sánchez piensan que solo a partir de las Cortes de 1283, forzadas por la Unión de Aragón para hacer valer sus privilegios nobiliarios, comienza esta institución, siendo las anteriores reuniones de la Curia real asambleas parciales donde fundamentalmente el rey buscaba consejo con los nobles, pero sin el carácter de parlamento estamental que tendría en el futuro.
Según González Antón, hasta la reunión de nobles con Pedro III el Grande en 1283, en que se acuerda «hacer corte general de aragoneses» en el contexto de las reivindicaciones que dieron lugar a los acuerdos del Privilegio General de la Unión, las asambleas del rey con su curia de ricoshombres (la alta nobleza), en ocasiones con participación de representantes de ciudades o villas, y sin presencia de estamento eclesiástico, no pueden ser consideradas cortes, en el sentido de asambleas regladas del rey con sus brazos (o estamentos) que incluirían posteriormente en Aragón, el de caballeros (nobleza no aristocrática) y universidades (representación de las ciudades y principales villas de realengo). Es en 1283 cuando nacen, propiamente dichas, en el reino de Aragón, el condado de Barcelona y el reino de Valencia, con pocas semanas de diferencia, la reuniones llamadas Cort o Curia que serán conocidas a partir del siglo XIV (1316) con el nombre de Cortes.

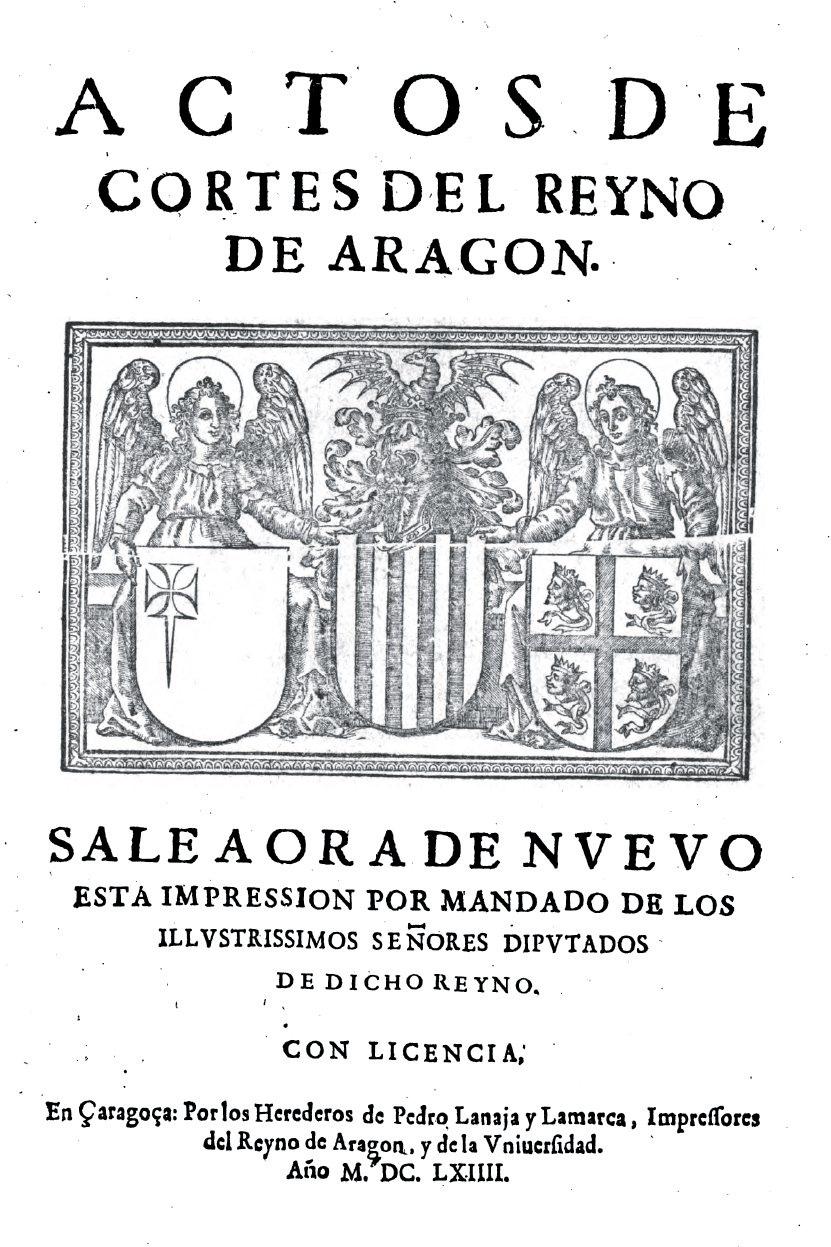
Actos de Cortes del Reino de Aragón, Zaragoza, Herederos de Pedro Lanaja, 1664.

Antes del divorcio de la primera mujer de Jaime I de Aragón no existe distinción entre cortes de los aragoneses y de los catalanes. Las que tienen lugar en Zaragoza o Huesca son conjuntas y convocan a aragoneses y catalanes; las celebradas en Barcelona o en Tortosa son exclusivas de Cataluña. También son conjuntas las de Monzón y Lérida. Posteriormente Jaime I planea dividir territorialmente sus posesiones al proyectar el reparto entre sus herederos, y se valió de las distintas cortes para fijar los límites entre Aragón y Cataluña, sin que esto signifique la creación de cortes nacionales. En general, durante el reinado de Jaime I no hay asambleas separadas de aragoneses y catalanes. Aunque en general es más común que los catalanes estén presentes en las cortes aragonesas que al contrario, no hay relación en esta época entre representantes en cortes y territorios, y no aparece por el momento la necesidad de guardar un equilibrio en estas reuniones.
Se decidió que las cortes se celebraran anualmente desde las cortes convocadas a instancias de los ricoshombres de Aragón en las cuales se acuerda el Privilegio General (Pedro III, 1283), desde 1307 bianualmente y desde 1311 trianualmente; pero nunca se llevó a la práctica esta periodicidad. Inicialmente se acordó que se reunieran en Zaragoza, pero la conveniencia para los reyes de convocar conjuntamente las cortes aragonesas junto con las de sus otros territorios, llevó a convocarlas en un punto intermedio: Monzón, que además tenía la ventaja de que, aunque estaba situado en Aragón, era protocolariamente reivindicado como catalán por estar a oriente del Cinca. Así sucede, por ejemplo, en las de 1362-1363, en que Pedro IV de Aragón convoca a aragoneses, catalanes, valencianos y mallorquines para obtener fondos extraordinarios con que financiar la guerra contra su homónimo castellano. Hay algunas protestas valencianas por tener que salir de su reino; cuestión que se salvaba reuniéndose previamente cada asamblea en una población próxima de su jurisdicción (catalanes en Tortosa, valencianos en San Mateo y aragoneses en Valderrobles). En dos ocasiones (1383 y 1435) incluso fueron convocadas allí cortes mallorquinas.
En todo caso, será en el reinado de Jaime II de Aragón cuando la institución de las Cortes se consolide de modo regulado: se fijaba una corte cada dos años (periodicidad que también se incumplió, ya que en todo caso su convocatoria se consideraba una prerrogativa exclusiva del rey), quedó dividido en dos el estamento nobiliario (ricoshombres y caballeros, asentándose la tradicional división en cuatro brazos de la corte aragonesa), se incorporó el brazo eclesiástico y se convocó por primera vez a las comunidades de aldeas, que agrupaban conjuntos de poblaciones con independencia de las ciudades a las que estaban ligadas.  Con el tiempo se regularizarían en las comunidades de aldeas de Calatayud, Daroca y Teruel.
Con Pedro IV se produce otra reivindicación de los privilegios de la Unión, pero será sofocada en el ámbito político y en el campo de batalla (con la victoria de Épila) por el Ceremonioso en 1348. A partir de la década de 1360 Pedro IV se verá forzado a convocar Cortes asiduamente para obtener fondos con que sostener la guerra con Pedro I de Castilla, lo que le llevó a crear el impuesto de las generalidades, germen de las posteriores Diputaciones del General, que se convertirían con el tiempo en instituciones con poder político propio, beneficiadas por su carácter permanente.

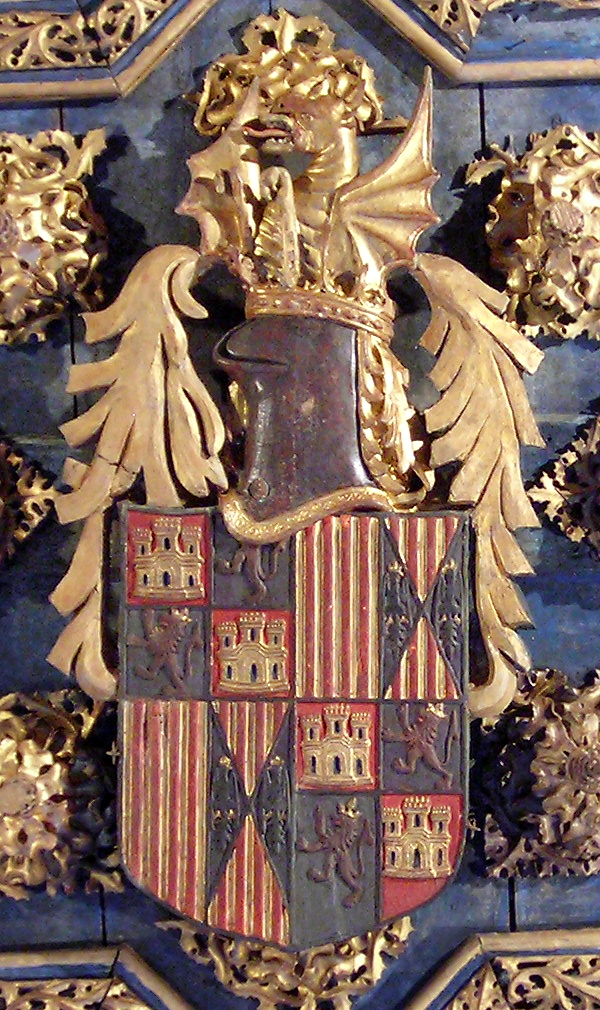
Blasón de Fernando II de Aragón en la Aljafería.

La prolongada ausencia de Alfonso V el Magnánimo, radicado en Nápoles, perjudicó el normal funcionamiento de esta institución y revalorizó, en cambio, el papel de las Generalidades, convertidas poco a poco en parlamentos con capacidad decisiva en el ámbito político. Así y todo, Alfonso V convocó cortes en ocho ocasiones. Juan II de Aragón lo haría seis veces y Fernando II once, mayormente en Monzón o lugares cercanos a Castilla y dotadas de carácter general para todos los Estados de la Corona.
Las cortes aragonesas existieron hasta 1707, cuando Felipe V las suprimió con los Decretos de Nueva Planta. Un número determinado de procuradores aragoneses se reunían junto a los de los otros reinos de la Corona de Aragón y los de las ciudades con voto de las Cortes de Castilla, siguiendo con los usos y costumbres de estas. Se ha propuesto interpretar la selección de las ciudades aragonesas a las que se concedió el derecho al voto como una correspondencia a un mayor apoyo al bando borbónico en la guerra de sucesión española. Fueron Zaragoza, Jaca, Tarazona, Calatayud, Borja y Fraga. Por su parte, el reino de Valencia sólo tuvo dos votos: Valencia y Peñíscola; mientras que Cataluña tuvo los de Barcelona, Tarragona, Lérida, Gerona, Tortosa y Cervera. En 1773 se amplió la representación en Cortes concediendo el voto a la ciudad aragonesa de Teruel.
En cualquier caso, las reuniones de cortes fueron solamente dos durante el siglo XVIII: 1713 y 1789, ambas en Madrid. Las Cortes de Cádiz de 1810 se efectuaron con un criterio completamente distinto, propio del parlamentarismo de la Edad Contemporánea. La última reunión de Cortes propia del Antiguo Régimen se hizo en 1833 para jurar como princesa de Asturias a Isabel II.

### Listado de Cortes
| Rey                   | Año       | Lugar                     | Comentarios |
| --------------------- | --------- | ------------------------- | --- |
| Alfonso II de Aragón  | 1162      | Huesca                    | |
| Alfonso II de Aragón  | 1164      | Zaragoza                  | |
| Alfonso II de Aragón  | 1180      | Huesca                    | |
| Alfonso II de Aragón  | 1188      | Huesca                    | |
| Pedro II de Aragón    | 1196      | Daroca                    | Jura del rey Pedro II |
| Jaime I de Aragón     | 1214      | Lérida                    | Cortes Generales. |
| Jaime I de Aragón     | 1217      | Monzón                    | Cortes Generales. |
| Jaime I de Aragón     | 1218      | Lérida                    | No asisten las representantes de las ciudades. |
| Jaime I de Aragón     | 1219      | Huesca                    | |
| Jaime I de Aragón     | 1221      | Huesca                    | |
| Jaime I de Aragón     | 1222      | Daroca-Monzón             | |
| Jaime I de Aragón     | 1223      | Huesca                    | No asisten las representantes de las ciudades. |
| Jaime I de Aragón     | 1224      | Daroca                    | |
| Jaime I de Aragón     | 1227      | Almudévar                 | |
| Jaime I de Aragón     | 1236      | Monzón                    | Cortes Generales. |
| Jaime I de Aragón     | 1243      | Daroca                    | |
| Jaime I de Aragón     | 1247      | Huesca                    | Primera recopilación de los Fueros de Aragón. |
| Jaime I de Aragón     | 1250      | Alcañiz                   | Cortes Generales. |
| Jaime I de Aragón     | 1259      | Teruel                    | |
| Jaime I de Aragón     | 1264      | Zaragoza                  | |
| Jaime I de Aragón     | 1265      | Ejea de los Caballeros    | Formalización del papel del Justicia de Aragón como árbitro entre el rey y la nobleza. |
| Jaime I de Aragón     | 1272      | Ejea de los Caballeros    | |
| Jaime I de Aragón     | 1274      | Zaragoza                  | |
| Jaime I de Aragón     | 1275      | Lérida                    | Para aragoneses y catalanes. |
| Pedro III de Aragón   | 1276      | Zaragoza                  | |
| Pedro III de Aragón   | 1283      | Tarazona-Zaragoza         | Concesión del Privilegio General. |
| Pedro III de Aragón   | 1284      | Zaragoza                  | |
| Pedro III de Aragón   | 1285      | Zaragoza-Huesca-Zuera     | |
| Pedro III de Aragón   | 1285      | Zaragoza                  | |
| Alfonso III de Aragón | 1285-1286 | Zaragoza                  | |
| Alfonso III de Aragón | 1286      | Huesca                    | |
| Alfonso III de Aragón | 1287      | Zaragoza-Alagón           | |
| Alfonso III de Aragón | 1288      | Zaragoza                  | |
| Alfonso III de Aragón | 1288      | Monzón                    | |
| Alfonso III de Aragón | 1289      | Zaragoza                  | |
| Alfonso III de Aragón | 1289      | Monzón                    | Cortes Generales. Primeras Cortes desde la concesión de los Privilegios de la Unión. Creación del impuesto de las Generalidades.                                                                                         |
| Jaime II de Aragón    | 1291      | Zaragoza                  | |
| Jaime II de Aragón    | 1300      | Zaragoza                  | Fijan la frontera entre Cataluña y Aragón. |
| Jaime II de Aragón    | 1301      | Zaragoza                  | |
| Jaime II de Aragón    | 1307      | Zaragoza-Alagón           | |
| Jaime II de Aragón    | 1311      | Zaragoza                  | |
| Jaime II de Aragón    | 1311      | Daroca                    | |
| Jaime II de Aragón    | 1320      | Zaragoza                  | |
| Jaime II de Aragón    | 1325      | Zaragoza                  | Confirmación del Privilegio General. |
| Alfonso IV de Aragón  | 1328      | Zaragoza                  | Jura del los fueros. |
| Pedro IV de Aragón    | 1336      | Zaragoza                  | Jura de los fueros |
| Pedro IV de Aragón    | 1347      | Zaragoza                  | |
| Pedro IV de Aragón    | 1348      | Zaragoza                  | Derogación de los Privilegios de la Unión. Confirmación y extensión del Privilegio General. |
| Pedro IV de Aragón    | 1349      | Zaragoza                  | |
| Pedro IV de Aragón    | 1350      | Zaragoza                  | |
| Pedro IV de Aragón    | 1352      | Zaragoza                  | |
| Pedro IV de Aragón    | 1357      | Cariñena                  | |
| Pedro IV de Aragón    | 1360      | Zaragoza-Borja            | |
| Pedro IV de Aragón    | 1362-1363 | Monzón                    | Cortes Generales. Convocadas para pedir ayuda para la guerra contra Castilla. Se establece la Diputación del General para recaudar el impuesto de las Generalidades.                                                     |
| Pedro IV de Aragón    | 1364      | Zaragoza                  | |
| Pedro IV de Aragón    | 1365      | Zaragoza                  | |
| Pedro IV de Aragón    | 1366      | Zaragoza-Calatayud        | |
| Pedro IV de Aragón    | 1367      | Zaragoza                  | |
| Pedro IV de Aragón    | 1371-1372 | Caspe-Alcañiz-Zaragoza    | |
| Pedro IV de Aragón    | 1375      | Tamarite                  | |
| Pedro IV de Aragón    | 1376-1377 | Monzón                    | Cortes Generales. |
| Pedro IV de Aragón    | 1381      | Zaragoza                  | |
| Pedro IV de Aragón    | 1383      | Monzón-Tamarite-Fraga     | Cortes Generales. |
| Juan I de Aragón      | 1388-1389 | Monzón                    | Cortes Generales. |
| Juan I de Aragón      | 1390      | Monzón                    | |
| Martín I de Aragón    | 1398-1400 | Zaragoza                  | Jura de los fueros |
| Martín I de Aragón    | 1404      | Maella                    | |
| Fernando I de Aragón  | 1412      | Zaragoza                  | Jura de los fueros |
| Fernando I de Aragón  | 1413      | Zaragoza                  | |
| Fernando I de Aragón  | 1414      | Zaragoza                  | |
| Alfonso V de Aragón   | 1423      | Maella                    | Presididas por la reina María de Castilla |
| Alfonso V de Aragón   | 1427-1428 | Teruel                    | Ordenaron la compilación de las Observancias. |
| Alfonso V de Aragón   | 1442      | Alcañiz                   | |
| Alfonso V de Aragón   | 1429      | Valderrobres              | Para obtener recursos para la guerra contra Castilla. |
| Alfonso V de Aragón   | 1435      | Monzón                    | Cortes Generales. Convocadas por la reina María de Castilla |
| Alfonso V de Aragón   | 1436      | Alcañiz                   | Presididas por el rey Juan I de Navarra. Se establece que el cargo del Justicia fuera solo responsable ante las Cortes. Se aprueba un subsidio para la continuación de la guerra en Italia.                              |
| Alfonso V de Aragón   | 1439      | Zaragoza                  | Presididas por el rey Juan I de Navarra. |
| Alfonso V de Aragón   | 1441-1442 | Alcañiz-Zaragoza          | Convocadas por la reina María de Castilla. Se declara el cargo del Justicia vitalicio e irrevocable sin autorización de las Cortes.                                                                                      |
| Alfonso V de Aragón   | 1447-1451 | Zaragoza                  | Presididas por el rey Juan I de Navarra. Para la defensa del reino contra Castilla. |
| Alfonso V de Aragón   | 1451      | Zaragoza                  | Presididas por el rey Juan I de Navarra. |
| Juan II de Aragón     | 1460-1461 | Fraga-Zaragoza-Calatayud  | Jura de los fueros. Incorporación formal de Sicilia y Cerdeña a la Corona de Aragón. |
| Juan II de Aragón     | 1464      | Zaragoza                  | Fernando de Aragón fue jurado como sucesor. |
| Juan II de Aragón     | 1466-1469 | Zaragoza-Alcañiz-Zaragoza | Se hace el oficio de teniente del Justicia anual y elegido por sorteo, y renunciable. |
| Juan II de Aragón     | 1469-1470 | Monzón-Zaragoza           | Cortes Generales, prorrogadas a Zaragoza como Cortes particulares para los aragoneses. |
| Juan II de Aragón     | 1474      | Zaragoza                  | Para obtener subsidios para la guerra contra Francia. |
| Juan II de Aragón     | 1475      | Zaragoza                  | Presididas por la infanta Juana de Aragón |
| Juan II de Aragón     | 1476      | Zaragoza                  | |
| Juan II de Aragón     | 1478      | Zaragoza                  | |
| Fernando II de Aragón | 1481      | Calatayud-Zaragoza        | Juan de Aragón jurado como sucesor. |
| Fernando II de Aragón | 1484      | Tarazona-Zaragoza         | Prorrogadas en Zaragoza como Cortes particulares para los aragoneses.. |
| Fernando II de Aragón | 1488      | Zaragoza                  | |
| Fernando II de Aragón | 1493-1494 | Zaragoza                  | |
| Fernando II de Aragón | 1495-1497 | Tarazona                  | |
| Fernando II de Aragón | 1498-1499 | Zaragoza                  | Isabel de Aragón jurada como sucesora. |
| Fernando II de Aragón | 1502-1503 | Zaragoza                  | Juana de Aragón jurada como sucesora. |
| Fernando II de Aragón | 1510      | Monzón                    | Cortes Generales. |
| Fernando II de Aragón | 1512      | Monzón                    | Cortes Generales. Presididas por la reina Germana de Foix. |
| Fernando II de Aragón | 1515      | Zaragoza-Calatayud        | |
| Carlos I de España    | 1518-1519 | Zaragoza                  | Jura del rey Carlos I y se reconoce como reina a su madre Juana. |
| Carlos I de España    | 1528      | Monzón                    | Cortes Generales. Prorrogadas en Zaragoza como Cortes particulares para los aragoneses. |
| Carlos I de España    | 1533-1534 | Monzón                    | Cortes Generales. |
| Carlos I de España    | 1537      | Monzón                    | Cortes Generales. |
| Carlos I de España    | 1542      | Monzón                    | Cortes Generales. |
| Carlos I de España    | 1547      | Monzón                    | Cortes Generales. |
| Carlos I de España    | 1552-1553 | Monzón                    | Cortes Generales. Presididas por el príncipe Felipe |
| Felipe II de España   | 1564      | Monzón                    | Cortes Generales. |
| Felipe II de España   | 1585      | Monzón                    | Cortes Generales. Jura del príncipe Felipe como sucesor. Las Cortes particulares de Aragón se concluyeron en Binéfar. Se acordó que los aragoneses pudieran obtener oficios y beneficios en los Reinos de Indias.        |
| Felipe II de España   | 1592      | Tarazona                  | Primeras tras las Alteraciones de Aragón, presididas por el arzobispo de Zaragoza. Permiten al rey nombrar un Virrey extranjero y las decisiones en cada brazo se empiezan a tomar por mayoría en vez de por unanimidad. |
| Felipe IV de España   | 1626      | Barbastro-Calatayud       | Discusión de la Unión de Armas. Concluidas en Calatayud. |
| Felipe IV de España   | 1645-1646 | Zaragoza                  | Se concedieron dos mil infantes al rey para la guerra de Cataluña. |
| Carlos II de España   | 1677      | Calatayud-Zaragoza        | Concluidas en Zaragoza. |
| Carlos II de España   | 1684-1686 | Zaragoza                  | |
| Felipe V de España    | 1702      | Zaragoza                  | Presididas por la reina María Luisa. |